# 고틀란드어
고틀란드어(영어: Gutnish / Gutnic, 스웨덴어: gutniska / gutamål) 또는 구트니어는 고틀란드 섬과 포뢰 섬에서 간헐적으로 사용되는 북게르만어군 언어이다. 고대 노르드어 방언의 일종인 고대 고틀란드어에 기원을 둔다고 추정되나 현대 스웨덴어의 일개 방언으로 여겨지기도 한다. 크게 2개의 변종이 있는데 고틀란드 섬에서 쓰이는 본토 고틀란드어와 포뢰 섬에서 쓰이는 포뢰 고틀란드어이다. 사멸 위기 언어로서, 현대의 고틀란드 주민들은 대부분 이 고형의 고틀란드어가 아닌 스웨덴어의 고틀란드 지역 변종인 고틀란드 방언을 사용한다.

## 같이 보기
- 고대 노르드어